# Мртвица (Владичин Хан)
Мртвица је насеље у Србији у општини Владичин Хан у Пчињском округу. Према попису из 2022. било је 195 становника (према попису из 2011. било је 300 становника).
Овде се налази Манастир Мртвица са црквом Свете Богородице која представља непокретно културно добро као споменик културе од великог значаја.

## Положај и тип
Ово је веће село лево од Ј. Мораве. Куће су распоређене на темену једне језерске заравни високе око 400 м и по вишем земљишту око ње. Околна су насеља: Јастребац, Теговиште, Репиште и друга. Становници Мртвице обилују добром пијаћом водом. Има извора и бунара. Најбољи су извори: Студена Вода, Зидани Кладенац, Колиште, Шупљи Кладенац, Баба Станина чесма итд. Први извор избија у планини.
Поједини крајеви атара носе ове називе: Пирга, Мађерница, Рупче, Трстена Бара, Бранковац, Остра Чука, Старо Селиште, Младо Селиште, Чивутско Кућиште, Свињарски Рид, Лешњачки Лешњачки Рид, Нерезина, Ђуршева Деја, Милатица, Градиниште, Сипутак, Лезиње, Куње, Богданов Рид, Попова Ливада, Баба Станкино, Гроот, Вучјо Арниче, Богданов Трап, Шаруљак, Бодаље, Лешје, Ширина, Змејковица, Бучје, Преслап, Змијина Бара, Старе Њиве, Говедарски Пут, Стојанова Бача, Петков Чукар, Петкова Падина, Камени Рид, Турско Гумно.
Село је разбијеног типа. Разликују се махале: Долача, Трстена Бара, Рид, Ћосинци, Деда Аранђеловци, Остриковци, Падина, Преслап, Куси Рид, Милатовица, Село, Рамниште и Градиниште. Укупно Мртвица има 110 домова (1959. г.).

## Старине и прошлост
У Мртвици и око ње постоје различите старине и карактеристични топографски називи. Они јасно указују да је овде било становника још у раније доба.
У североисточном делу Мртвице налази се стеновито узвишење Мађерница. На темену узвишења је црква св. Боrородице. Изнад улаза цркве је плоча са натписом. По њему се види да је грађење цркве почело 1831, а довршено је 1843. г. У натпису помињу се и становници из Мртвице: Марко Станков, Нино Крстин, Миленно, Радован. Помињу се и нека околна села: Палојце, Кржинце, Џeп.
Око поменуте цркве, на темену узвишења Мађернице, постоје два кружна зида сада у рушевинама. Зидови су од камена лепљеног малтером. Око њих могу се видети парчад од цигала и црепова. Поменуто узвишење са севера је ограничено дубоком долином. Са осталих страна оно има стрме одсеке. По свему изгледа да је овде постојала важна стара тврђава. Из ње се могао шитити пролаз кроз Грделичку клисуру.
Пирга је потес близу Ј. Мораве испод поменуте тврђаве. Сада су тамо њиве и ливаде. Једном су сељаци на том потесу откопали гробницу зндану од танких цигала лепљених кречом. Дужина гробнице била је око 3, а ширина око 2 м. На месту гробнице сада је рупа. По својој прилици то је била римска гробница.
Градиниште је долина поред садашње цркве, односно поред раније тврђаве.
Потеси Старо и Младо Селиште леже „у планини" високо изнад данашњег села. Старо Селиште је код Спасове Чуке, а Младо Селиште је североисточније од Лешничког Рида На тим селиштима има букове шуме, ливада и њива. Затим се налазе поједини гробови (место Бабин) са плочама и крстовима, и остаци
од грнчарије. Садашњи старији становтiици Мртвице кажу, да је на поменутим селиштима живела „православна вера". Њихова су насеља пропала „од неки прнтисак".
У планини између Старог и Младог Селишта је место Чивутско Кућиште. Остатака од старина нема.
У народу се прича, да данашња Мртвица није много старо село. Њу су вероватно y XVIII веку, основали преци данашњег најстаријег српског рода Огњанци. После њих су се населили преци сеоских родова: Прићевци, Деда Марковци, Ћосинци итд.
У народу се запамтило, да је у првој половини XIX века изнад Мртвица водила граница између Врањског и Лесковачког пашалука. Мртвица се налазила у првом пашалуку.
Сеоска слава је другог дана Духова. Слави се и црквена слава В. Госпођа. Тада долазе гости али не по кућама, већ само око цркве.
На тераси, састављеној од језерских седимената, постоје мање баре: Рупче, Трстена Бара, Бранковац и Лићевска Ливада. Прве три исушене су око 1945. г., а последња и сада има мало воде. Овде се скупља атмосферска вода на подлози која је глиновита.

## Порекло становништва
Садашње становништво Мртвице потиче од предака, који су досељени. Родови су: Огњанци (4к, Св. Јован), најстарији род и оснивачи села. Њихова кућа најпре се налазила на осојној падини званој Мртвица. По томе је постало име села. За Огњанце се говори, да они „вучу неку проклетију" и зато имају мали број домаћинстава. Тачније оц првих Огњановаца потичу само две куће. Остале куће су „од призетковци". Становници овог рода имају најбољу земљу. По свему изгледа да су Огњановци у Мртвицу дошли негде са планине. Могли би се сматрати као старинци у Грделичкој клисури. - Прићевци (40 к, св. Врачи) некада су имали задругу од 72 члана. Једном је та задруга „настрадала од болести". У животу су остале само мајка са ћерком. Онда је мајка пронашла домазета за ћерку. Неки кажу, да је он био путник, по народности Влах. Од тог брака потицала су четири сина. Од њих намножили су се сви данашњи становници. Њихов већи број домова је у махали Градиниште. – Ћoсинци (23 к, св. Никола), и они су досељени од некуда. Њихов већи број кућа је у махали Ocтpиковци - Деда Марновци (28. к, Св. Арханђео), досељени су од некуда. -Енџинци (10 к, Св. Никола), досељени су од некуда. У овом роду биo је неки предак звани Енџа. Он се и зими купао у Ј. Морави.- Шукарци (5 к, св. Никола), досељсни су од некуда. У овај род ушао је и по неки домазет. После њих се нико више није доселио у Мртвицу. Отада село је расло само прираштајем.

## Демографија
У насељу Мртвица живи 336 пунолетних становника, а просечна старост становништва износи 48,2 година (46,3 код мушкараца и 50,2 код жена). У насељу има 139 домаћинстава, а просечан број чланова по домаћинству је 2,72.
Ово насеље је великим делом насељено Србима (према попису из 2002. године), а у последња три пописа, примећен је пад у броју становника.
|  |

| Демографија | Демографија | Демографија |
| Година      | Становника  | Становника  |
| ----------- | ----------- | ----------- |
| 1948.       | 653         |             |
| 1953.       | 702         |             |
| 1961.       | 738         |             |
| 1971.       | 675         |             |
| 1981.       | 635         |             |
| 1991.       | 501         | 496         |
| 2002.       | 380         | 389         |
| 2011.       | 300         |             |
| 2022.       | 195         |             |

| Етнички састав према попису из 2002.‍ | Етнички састав према попису из 2002.‍ | Етнички састав према попису из 2002.‍ | Етнички састав према попису из 2002.‍ | Етнички састав према попису из 2002.‍ |
| ------------------------------------ | ------------------------------------ | ------------------------------------ | ------------------------------------ | ------------------------------------ |
|                                      |                                      |                                      |                                      |                                      |
| Срби                                 | Срби                                 |                                      | 378                                  | 99,47%                               |
| непознато                            | непознато                            |                                      | 0                                    | 0,0%                                 |

| Година пописа     | 1948. | 1953. | 1961. | 1971. | 1981. | 1991. | 2002. |
| ----------------- | ----- | ----- | ----- | ----- | ----- | ----- | ----- |
| Број домаћинстава | 116   | 120   | 129   | 152   | 156   | 151   | 139   |

| Број чланова      | 1  | 2  | 3  | 4  | 5  | 6 | 7 | 8 | 9 | 10 и више | Просек |
| ----------------- | -- | -- | -- | -- | -- | - | - | - | - | --------- | ------ |
| Број домаћинстава | 35 | 40 | 28 | 15 | 10 | 8 | 3 | 0 | 0 | 0         | 2,72   |

| Пол    | Укупно | Неожењен/Неудата | Ожењен/Удата | Удовац/Удовица | Разведен/Разведена | Непознато |
| ------ | ------ | ---------------- | ------------ | -------------- | ------------------ | --------- |
| Мушки  | 181    | 50               | 112          | 17             | 2                  | 0         |
| Женски | 164    | 17               | 112          | 29             | 6                  | 0         |
| УКУПНО | 345    | 67               | 224          | 46             | 8                  | 0         |

| Пол    | Укупно                    | Пољопривреда, лов и шумарство | Рибарство                            | Вађење руде и камена | Прерађивачка индустрија       |
| ------ | ------------------------- | ----------------------------- | ------------------------------------ | -------------------- | ----------------------------- |
| Мушки  | 81                        | 9                             | 0                                    | 0                    | 32                            |
| Женски | 6                         | 1                             | 0                                    | 0                    | 4                             |
| УКУПНО | 87                        | 10                            | 0                                    | 0                    | 36                            |
| Пол    | Производња и снабдевање   | Грађевинарство                | Трговина                             | Хотели и ресторани   | Саобраћај, складиштење и везе |
| Мушки  | 1                         | 13                            | 3                                    | 2                    | 11                            |
| Женски | 0                         | 0                             | 0                                    | 0                    | 0                             |
| УКУПНО | 1                         | 13                            | 3                                    | 2                    | 11                            |
| Пол    | Финансијско посредовање   | Некретнине                    | Државна управа и одбрана             | Образовање           | Здравствени и социјални рад   |
| Мушки  | 2                         | 0                             | 1                                    | 0                    | 0                             |
| Женски | 0                         | 0                             | 0                                    | 1                    | 0                             |
| УКУПНО | 2                         | 0                             | 1                                    | 1                    | 0                             |
| Пол    | Остале услужне активности | Приватна домаћинства          | Екстериторијалне организације и тела | Непознато            | Непознато                     |
| Мушки  | 0                         | 0                             | 0                                    | 7                    | 7                             |
| Женски | 0                         | 0                             | 0                                    | 0                    | 0                             |
| УКУПНО | 0                         | 0                             | 0                                    | 7                    | 7                             |

## Галерија
- Село.
- Црква манастира Мртвице.
- Стена на којој је подигнута црква манастира Мртвице.
- Црква манастира Мртвице.